# L.A. Guns
L.A. Guns — американская хард-рок/глэм-метал-группа, созданная в 1983 году в Лос-Анджелесе гитаристом Трэйси Ганзом. В декабре 1984 году группа ненадолго распалась, после присоединения участников, включая и самого Ганза, к другой лос-анджелесской группе Hollywood Rose. Hollywood Rose вскоре превратилась в Guns N' Roses, и после нескольких концертов Трэйси её покинул. В марте том же года L.A. Guns были собраны вновь. в группу вошли вокалист Пол Блэк, гитарист Роберт Стоддард, басист Мик Криппс и барабанщик Ники Александер. Вскоре Трэйси вернулся в группу. В 1987 году Блэк был заменён бывшим вокалистом Girl и Tormé Филом Льюисом, Криппс перешёл на ритм-гитару, а место басиста сначала занял Мэтти Б, а затем и бывший участник Faster Pussycat Келли Никелс. Позже Александер был заменён бывшим ударником W.A.S.P. Стивом Райли. Этот состав стал известен как «классический». Они достигли умеренного успеха в конце 1980-х и начале 1990-х годов. Однако, группа прошла через большое количество смен составов (Ганз оставался единственным постоянным участником), что не дало ей повторить и преумножить свой успех в дальнейшем.
В 1999 году произошло воссоединение «классического состава», и группа приступила к записи нового материала. Однако, смена участников продолжилась после того, как в 2002 году Ганз решил присоединиться к хард-роковой супергруппе Brides of Destruction. L.A. Guns решили продолжить без него, пригласив на место гитариста Стэйси Блэйдса. В 2006 году было принято решение о роспуске Brides of Destruction, и Ганз основал The Tracii Guns Band. Состав группы включал бывших участников L.A. Guns, таких как Блэка и Александера, также в него вошёл Джереми Ганз (позже их состав снова не раз изменялся) и группа решила сменить название на L.A. Guns. Обе группы продолжали выступать и записываться под названием L.A. Guns, попутно ведя судебные процессы по поводу права на название, до 2012 года, когда группа, которой руководил Трейси Ганз, распалась.

## Состав
Phil Lewis' L.A. Guns (1987—2016)
- Фил Льюис — вокал (1987—1995, с 1999)
- Стэйси Блэйдс — гитара (с 2004)
- Скотт Гриффин — бас-гитара (2007—2009, с 2011)
- Стив Райли — ударные, перкуссия (1987—1992, с 1995)

Tracii Guns' L.A. Guns (1983—2012)
- Трэйси Ганз — гитара (1983—1985, 1985—2002, с 2006)
- Майкл Ягош — вокал (1983—1984, 1984)
- Эксл Роуз — вокал (1984)
- Джиззи Перл — вокал (1998—1999, с 2009)
- Джереми Ганз — бас-гитара (2006—2010, с 2011)
- Дони Грэй — ударные, перкуссия (с 2011)

Tracii Guns' and Phil Lewis' L.A. Guns (с декабря 2016)
- Трэйси Ганз — соло-гитара (1983—1985, 1985—2002, 2016; 2006—2012 в Tracii Guns' L.A. Guns), ритм-гитара (1983—1985, 1995—1999, 2001—2002; 2006—2012 в Tracii Guns' L.A. Guns) (с декабря 2016)
- Фил Льюис — ведущий вокал (1987—1995, с 1999), ритм-гитара (2003—2016) (с декабря 2016)
- Джонни Мартин — бас-гитара, бэк-вокал (с декабря 2016)
- Эйс Вон Джонсон — ритм-гитара, бэк-вокал (с сентября 2018)
- Скот Куган — ударные (с марта 2019)

Бывшие участники: (декабрь 2016 — март 2019)
- Шейн Фицгиббон — барабаны (декабрь 2016 — март 2019)
- Майкл Грант — ритм-гитара, бэк-вокал (декабрь 2016 — март 2018 (уволен))
- Джонни Монако — ритм-гитара, бэк-вокал (март-июнь 2018)
- Адам Гамильтон — ритм-гитара, клавишные, бэк-вокал (июнь-сентябрь 2018)
- Ральф Саэнз — вокал (1998)[1][2]

Steve Riley’s' L.A. Guns (с декабря 2018 и с апреля 2019)
- Стив Райли — ударные, перкуссия, бэк-вокал (с декабря 2018; 1987—1992, 1994—2016 в Guns '/ Lewis' L.A. Guns)
- Келли Никелс — бас-гитара, бэк-вокал (с декабря 2018; 1987—1995, 1999—2000 в Guns '/ Lewis' L.A. Guns)
- Скотти Гриффин — соло-гитара, бэк-вокал (с декабря 2018), бас-гитара (2007—2009, 2011—2014 годы в Guns '/ Lewis' L.A. Guns)
- Курт Фрелих — ведущий вокал, ритм-гитара (с апреля 2019)

Бывшие участники: (декабрь 2018 — март 2019)
- Джейкоб Бантон — ведущий вокал (декабрь 2018 — март 2019)

## Дискография
Студийные альбомы
| Год  | Название             | US | UK | U.S. Certification |
| ---- | -------------------- | -- | -- | ------------------ |
| 1988 | L.A. Guns            | 50 | 73 | Золотой            |
| 1989 | Cocked & Loaded      | 38 | 45 | Золотой            |
| 1991 | Hollywood Vampires   | 42 | 44 | -                  |
| 1994 | Vicious Circle       | -  | -  | -                  |
| 1996 | American Hardcore    | -  | -  | -                  |
| 1999 | Shrinking Violet     | -  | -  | -                  |
| 2001 | Man in the Moon      | -  | -  | -                  |
| 2002 | Waking the Dead      | -  | -  | -                  |
| 2005 | Tales from the Strip | -  | -  | -                  |
| 2012 | Hollywood Forever    | -  | -  | -                  |
| 2017 | The Missing Peace    | -  | -  | -                  |
| 2019 | The Devil You Know   | -  | -  | -                  |
| 2020 | Renegades            | -  | -  | -                  |
| 2023 | Black Diamonds       | -  | -  | -                  |
| 2025 | Leopard Skin         |    |    |                    |

Мини-альбомы
- Cuts (1992)
- Wasted (1998)
- Another Xmas in Hell (2019)

Концертные альбомы
- Live! Vampires (1992) — Japan only
- Live: A Night on the Strip (2000)
- Live Ammo (2004)
- Loud and Dangerous: Live from Hollywood (2006)
- Hellraiser's Ball Caught In The Act (CD Version) (2008)

Сборники
- Best Of: Hollywood A Go-Go (1994) (Japan only)
- Hollywood Rehearsal (1997)
- Greatest Hits and Black Beauties (1999)
- Black City Breakdown (1985-1986) (2000)
- Ultimate LA Guns (2002)
- Fully Loaded (2003)
- Hollywood Raw: The Original Sessions (2004)
- Black List (2005)
- 20th Century Masters - The Millennium Collection: The Best of L.A. Guns (2005)

Кавер-альбомы
- Rips the Covers Off (2004)
- Covered in Guns (2010)

### Синглы
| Год  | Название                     | Позиция в чарте   | Позиция в чарте            | Позиция в чарте  |
| Год  | Название                     | Billboard Hot 100 | Hot Mainstream Rock Tracks | UK Singles Chart |
| ---- | ---------------------------- | ----------------- | -------------------------- | ---------------- |
| 1990 | «The Ballad of Jayne»        | 33                | 25                         | 53               |
| 1991 | «Kiss My Love Goodbye»       | -                 | 16                         | -                |
| 1991 | «Some Lie 4 Love»            | -                 | -                          | 61               |
| 1992 | «It’s Over Now»              | 62                | 25                         | -                |
| 2012 | «Araña Negra (Black Spider)» | -                 | -                          | -                |
| 2017 | «Speed»                      | -                 | -                          | -                |
| 2017 | «Sticky Fingers»             | -                 | -                          | -                |
| 2017 | «Christine»                  | -                 | -                          | -                |
| 2017 | «Baby Gotta Fever»           | -                 | -                          | -                |
| 2019 | «Stay Away»                  | -                 | -                          | -                |
| 2019 | «Rage»                       | -                 | -                          | -                |
| 2020 | «Crawl»                      | -                 | -                          | -                |
| 2020 | «Let You Down»               | -                 | -                          | -                |
| 2020 | «Well Oiled Machine»         | -                 | -                          | -                |
| 2020 | «Renegades»                  | -                 | -                          | -                |
| 2020 | «All That You Are»           | -                 | -                          | -                |